# Haag (Gutenstetten)
Haag ([ˈhaːk] ) ist ein Gemeindeteil der Gemeinde Gutenstetten im Landkreis Neustadt an der Aisch-Bad Windsheim (Mittelfranken, Bayern). Haag liegt in der Gemarkung Gutenstetten.

## Geographie
Der Weiler liegt nördlich von Gutenstetten, etwa auf halbem Weg zwischen den Gutenstettener Gemeindeteilen Kleinsteinach und Reinhardshofen. Im Südosten grenzt das Döllfeld an, im Westen befindet sich der Schneckenberg (334 m ü. NHN) und im Nordosten liegt das Waldgebiet Stängach. Eine Gemeindeverbindungsstraße führt nach Gutenstetten zur Staatsstraße 2259 (1,2 km südlich) bzw. zur Kreisstraße NEA 12 bei Neuebersbach (3 km nördlich).

## Geschichte
Im Jahre 1531 wurde der Ort als „Hage“ erstmals urkundlich erwähnt. Der Name leitet sich vom mittelhochdeutschen Wort „hac“ ab, das „von Dornenbüschen umgeben“ bedeutet. Rittmeister Bleymann von Birnbaum bezeichnete in der Mitte des 17. Jahrhunderts Haag infolge des Dreißigjährigen Krieges als „ganz öd und eingegangen“. Auch von 1643 bis 1679 lag Haag noch öde (1651 gab es erst wieder drei Herdstätten).
Gegen Ende des 18. Jahrhunderts gab es in Haag 4 Anwesen (2 Halbhöfe mit Schäferei, 1 Halbhube, 1 Gut). Das Hochgericht übte das brandenburg-bayreuthische Stadtvogteiamt Neustadt an der Aisch aus. Alle Anwesen hatten das brandenburg-bayreuthische Klosteramt Münchsteinach als Grundherrn.
Von 1797 bis 1810 unterstand der Ort dem Justizamt Dachsbach und Kammeramt Neustadt. Im Rahmen des Gemeindeedikts wurde Haag dem 1811 gebildeten Steuerdistrikt Gutenstetten und der 1813 gebildeten Ruralgemeinde Gutenstetten zugeordnet. Haag und Kleinsteinach forderten ein Anrecht an Gutenstettener Gemeindeeigentum. Im Jahre 1894 wurde in einem Rechtsstreit entschieden, dass den beiden Orten dies nicht zustehe, da sie besondere Ortsgemeinden seien, die eine eigene Gemarkung haben.

## Einwohnerentwicklung
| Jahr      | 001818 | 001840 | 001861 | 001871 | 001885 | 001900 | 001925 | 001950 | 001961 | 001970 | 001987 |
| Einwohner | 37     | 40     | 40     | 31     | 31     | 33     | 30     | 57     | 38     | 28     | 19     |
| Häuser    | 5      | 4      |        |        | 5      | 4      | 6      | 5      | 4      |        | 5      |
| Quelle    | [ 12 ] | [ 13 ] | [ 14 ] | [ 15 ] | [ 16 ] | [ 17 ] | [ 18 ] | [ 19 ] | [ 20 ] | [ 21 ] | [ 1 ]  |

## Religion
Der Ort ist seit der Reformation evangelisch-lutherisch geprägt und bis heute nach St. Johannes Baptist und Laurentius gepfarrt.

## Wirtschaft
Im Jahre 2009 wurde der Solarpark Haag in Betrieb genommen. Dort werden jährlich 5.500.000 Kilowattstunden Strom erzeugt.